# Percy Tau
Percy Tau, né le 13 mai 1994 à Witbank en Afrique du Sud, est un footballeur international sud-africain qui joue au poste d'attaquant.
Tau commence sa carrière en Premier Soccer League avec le club du Mamelodi Sundowns. Avec les Sundowns, Tau remporte le titre de champion d'Afrique du Sud à deux reprises, et gagne une fois la Ligue des champions de la CAF. Il est par ailleurs nommé joueur de l'année et termine meilleur buteur du championnat lors de sa dernière saison avec le club.

## Carrière en club

### Mamelodi Sundowns
Né en Afrique du Sud, Tau commence sa carrière avec le Mamelodi Sundowns au sein de la Premier Soccer League. Il fait ses débuts professionnels, le 25 février 2014, lors d'un match de championnat face aux Orlando Pirates, avec pour résultat une défaite (1-0). Il entre sur le terrain à la 85e minute en prenant la place de Dominguês. Cette entrée en jeu de quelques minutes lui permet d'être sacré champion à l'issue de la saison. Tau inscrit son premier but lors d'un match de Coupe d'Afrique du Sud, le 22 mars 2014, contre le club de Golden Arrows. Son but à la 90e minute vient clore une victoire (4-1). Il marque ensuite son premier but dans une compétition continentale, le 5 avril 2015, en Ligue des champions d'Afrique, contre le TP Mazembe. Il marque le seul but des Sundowns à la 84e minute dans un match perdu 3-1. Lors de sa deuxième saison, il remporte la Coupe d'Afrique du Sud aux tirs au but contre l'Ajax Cape Town.

#### Prêt à Witbank Spurs
Après deux saisons et de rares apparitions pour le Mamelodi Sundowns, Tau est placé sur la liste des transferts pour la saison 2014-2015. Cependant, sur les conseils de Rhulani Mokwena, il est prêté en National First Division (D2) avec les Witbank Spurs F.C en janvier 2016. Il fait ses débuts avec son nouveau club, le 6 février 2016, face aux African Warriors FC. Le match se solde par une victoire (3-1). Il marque son premier but le 19 mars 2016, face à AmaZulu (2-2). Lors de ce prêt il marque trois buts en 11 apparitions.

#### De retour aux Mamelodi Sundowns
Après une saison avec le Witbank Spurs, Tau retourne aux Mamelodi Sundowns et se voit inclus dans la liste des joueurs pour la campagne en Ligue des champions de la CAF. Il remporte la Ligue des champions de la CAF 2016 en disputant l'intégralité des matchs. Cette victoire est le premier triomphe du club dans une compétition continentale. Il marque son premier but en championnat le 2 novembre 2016, contre le club de Polokwane City. Il marque le 1-0 dans une rencontre qui se soldera par un 2-0. Tau participe ensuite à la Coupe du monde des clubs de la FIFA. Il débute dans cette compétition le 11 décembre 2016, contre le club japonais des Kashima Antlers. Les Mamelodi Sundowns sont éliminés après avoir perdu contre le Kashima sur le score de 2-0. Tau marque le seul but des Sundowns contre le club du Jeonbuk Hyundai Motors (4-1), lors du match pour la cinquième place. Lors de cette saison, il remporte la Supercoupe d'Afrique face au TP Mazembe.
Au cours de la saison 2017-2018, Tau marque onze buts, ce qui aide grandement les Mamelodi Sundowns à remporter le titre de champion d'Afrique du Sud. Sa forme durant cette saison lui vaut d'être récompensé du soulier d'or et du titre de joueur de la saison. Avec ces belles prestations, Tau se voit courtisé par plusieurs clubs européens. Il refuse alors de participer aux matchs de pré-saison avec les Mamelodi Sundowns,.

### Brighton & Hove Albion
Le 20 juillet 2018, Tau est transféré en Angleterre, en Premier League, au club de Brighton & Hove Albion. Il signe un contrat de quatre ans. Lors de sa signature, l'entraîneur Chris Hughton indique que Tau sera envoyé en prêt pour la saison 2018-2019, car le joueur n'a pas obtenu de permis de travail lui permettant de jouer au Royaume-Uni.

#### Prêt à l'Union Saint-Gilloise
Le 15 août 2018, il débarque en prêt à l'Union Saint-Gilloise qui évolue en Proximus League. Il fait ses débuts le 18 août 2018 face au KVC Westerlo (victoire 3-1). Il marque son premier but le 25 août 2018 en Coupe de Belgique, contre KSC City Pirates (victoire 3-0). Ses très bonnes performances permettent à son équipe d'atteindre la troisième place du championnat ainsi que les demi-finales de la coupe, en éliminant notamment Anderlecht et Genk. Il est élu joueur de la saison et figure dans l'équipe type du championnat.

#### Prêt au Club Bruges
Il est de nouveau prêté pour la saison 2019-2020, au Club Bruges. Il marque lors de son premier match le 2 août 2019, contre Saint-Trond (victoire 6-0). Percy Tau joue son premier match en Ligue des champions le 6 août 2019, lors du troisième tour de qualification face au Dynamo Kiev (victoire 1-0). Bruges sort vainqueur de cette double confrontation ainsi que des barrages face au LASK. Pendant les phases de groupe, il délivre une passe décisive lors du match nul 2-2 contre le Real Madrid au Stade Santiago Bernabéu.

#### Prêt à Anderlecht
Le 5 août 2020, il est une nouvelle fois prêté par Brighton à un club belge, au Sporting d'Anderlecht, cette fois.
Le 7 janvier 2021, le club de la capitale annonce que Percy Tau retourne en Angleterre.

## Carrière internationale
Tau fait ses débuts avec l'équipe d'Afrique du Sud le 17 octobre 2015, lors des qualifications du championnat d'Afrique 2016, contre l'équipe d'Angola, qui se solde par une défaite (2-0).
Le samedi 25 mars 2017, Tau marque son premier but avec la sélection, à la 69e minute d'un match amical contre la Guinée-Bissau, après avoir reçu un carton jaune deux minutes plus tôt. Percy Tau dispute sa première compétition internationale lors de la Coupe d'Afrique des nations 2019. En décembre 2023, il est retenu dans la liste des vingt-sept joueurs sud-africains sélectionnés par Hugo Broos pour disputer la Coupe d'Afrique des nations 2023.
Lors de la première rencontre de l'équipe sud-africaine contre la sélection malienne disputée le 16 janvier 2024, il a manqué un penalty obtenu à la 17e minute de jeu par son équipe après une faute de Niakaté sur Makgopa. 

## Statistiques

### Statistiques détaillées
| Saison                | Club                     | Championnat             | Championnat | Championnat | Coupe nationale | Coupe nationale | Coupe de la Ligue | Coupe de la Ligue | Compétition(s) continentale(s) | Compétition(s) continentale(s) | Compétition(s) continentale(s) | Séries | Séries | Supercoupe CAF | Supercoupe CAF | Coupe du monde des clubs | Coupe du monde des clubs | Afrique du Sud | Afrique du Sud | Total | Total |
| Saison                | Club                     | Division                | M.          | B.          | M.              | B.              | M.                | B.                | Comp.                          | M.                             | B.                             | M.     | B.     | M.             | B.             | M.                       | B.                       | M.             | B.             | M.    | B.    |
| 2013-2014             | Mamelodi Sundowns        | Premier Soccer League   | 1           | 0           | 1               | 1               | 0                 | 0                 | -                              | -                              | -                              | -      | -      | -              | -              | -                        | -                        | -              | -              | 2     | 1     |
| 2014-2015             | Mamelodi Sundowns        | Premier Soccer League   | 5           | 0           | 1               | 0               | 1                 | 0                 | C1                             | 1                              | 1                              | -      | -      | -              | -              | -                        | -                        | -              | -              | 8     | 1     |
| 2015-2016             | Mamelodi Sundowns        | Premier Soccer League   | 0           | 0           | 0               | 0               | 0                 | 0                 | -                              | -                              | -                              | -      | -      | -              | -              | -                        | -                        | 2              | 0              | 2     | 0     |
| 2016-2017             | Mamelodi Sundowns        | Premier Soccer League   | 29          | 7           | 1               | 0               | 6                 | 0                 | C1+C1                          | 7+6                            | 2+0                            | -      | -      | 1              | 0              | 2                        | 1                        | 4              | 2              | 56    | 12    |
| 2017-2018             | Mamelodi Sundowns        | Premier Soccer League   | 30          | 11          | 3               | 2               | 2                 | 0                 | C1+C1                          | 4+3                            | 0+0                            | -      | -      | -              | -              | -                        | -                        | 6              | 3              | 48    | 16    |
| Sous-total            | Sous-total               | Sous-total              | 65          | 18          | 6               | 3               | 9                 | 0                 | -                              | 21                             | 3                              | 0      | 0      | 1              | 0              | 2                        | 1                        | 12             | 5              | 116   | 30    |
| 2015-2016             | Witbank Spurs (prêt)     | National First Division | 11          | 3           | 0               | 0               | -                 | -                 | -                              | -                              | -                              | -      | -      | -              | -              | -                        | -                        | -              | -              | 11    | 3     |
| 2018-2019             | RU Saint-Gilloise (prêt) | Division 1B             | 23          | 6           | 6               | 4               | -                 | -                 | -                              | -                              | -                              | 6      | 3      | -              | -              | -                        | -                        | 11             | 4              | 46    | 17    |
| 2019-2020             | Club Bruges KV (prêt)    | Jupiler Pro League      | 18          | 3           | 4               | 1               | -                 | -                 | C1+C3                          | 6+2                            | 0+0                            | -      | -      | -              | -              | -                        | -                        | 2              | 0              | 32    | 4     |
| 2020-2021             | RSC Anderlecht (prêt)    | Jupiler Pro League      | 14          | 4           | -               | -               | -                 | -                 | -                              | -                              | -                              | -      | -      | -              | -              | -                        | -                        | 3              | 3              | 17    | 7     |
| 2020-2021             | Brighton & Hove Albion   | Premier League          | 3           | 0           | 3               | 0               | -                 | -                 | -                              | -                              | -                              | -      | -      | -              | -              | -                        | -                        | 2              | 1              | 8     | 1     |
| Total sur la carrière | Total sur la carrière    | Total sur la carrière   | 134         | 34          | 19              | 8               | 9                 | 0                 | -                              | 29                             | 3                              | 6      | 3      | 1              | 0              | 2                        | 1                        | 30             | 13             | 230   | 62    |

### Buts en sélection
| N° | Date             | Lieu                                                 | Adversaire    | Score | Résultat | Compétition                                                        |
| -- | ---------------- | ---------------------------------------------------- | ------------- | ----- | -------- | ------------------------------------------------------------------ |
| 1. | 25 mars 2017     | Moses Mabhida Stadium, Durban, Afrique du Sud        | Guinée-Bissau | 2–0   | 3–1      | Amical                                                             |
| 2. | 10 juin 2017     | Godswill Akpabio International Stadium, Uyo, Nigeria | Nigeria       | 2–0   | 2–0      | Qualifications à la Coupe d'Afrique des nations de football 2019   |
| 3. | 7 octobre 2017   | FNB Stadium, Johannesburg, Afrique du Sud            | Burkina Faso  | 1–0   | 3–1      | Éliminatoires de la Coupe du monde de football 2018 : zone Afrique |
| 4. | 14 novembre 2017 | Stade Léopold Sédar Senghor, Dakar, Sénégal          | Sénégal       | 1–1   | 1–2      | Éliminatoires de la Coupe du monde de football 2018 : zone Afrique |
| 5. | 24 mars 2018     | Levy Mwanawasa Stadium, Ndola, Zambie                | Zambie        | 1–0   | 2–0      | Tournois des quatre nations 2018                                   |
| 6. | 13 octobre 2018  | FNB Stadium, Johannesburg, Afrique du Sud            | Seychelles    | 4–0   | 6–0      | Qualifications à la Coupe d'Afrique des nations de football 2019   |
| 7. | 20 novembre 2018 | Moses Mabhida Stadium, Durban, Afrique du Sud        | Paraguay      | 1–1   | 1–1      | Amical                                                             |
| 8. | 24 mars 2019     | Stade Taïeb-Mehiri, Sfax, Tunisie                    | Libye         | 1–0   | 2–1      | Qualifications à la Coupe d'Afrique des nations de football 2019   |
| 9. | 24 mars 2019     | Stade Taïeb-Mehiri, Sfax, Tunisie                    | Libye         | 2–1   | 2–1      | Qualifications à la Coupe d'Afrique des nations de football 2019   |

## Palmarès

### En club
| Mamelodi Sundowns (6) | Al-Ahly SC (7) | Club Bruges KV (1)                       |
| --- | --- | ---------------------------------------- |
| - Premier Soccer League : - Champion : 2014 et 2018 - Vice-champion : 2015 et 2017 - Nedbank Cup : - Vainqueur : 2015 - Telkom Knockout : - Vainqueur : 2015 - Ligue des champions de la CAF : - Vainqueur : 2016 - Supercoupe de la CAF : - Vainqueur : 2017 - MTN 8 : - Finaliste : 2016 | - Championnat d'Égypte : - Champion en 2022 et 2023. - Coupe d'Égypte : - Vainqueur en 2022 et 2023. - Ligue des Champions d'Afrique : - Vainqueur en 2023 et 2024. - Supercoupe d'Afrique : - Vainqueur en 2021 | - Jupiler Pro League : - Champion : 2020 |

### Distinctions personnelles

#### Mamelodi Sundowns
- Meilleur buteur du championnat sud-africain en 2017-2018
- Élu footballeur de l'année du championnat sud-africain en 2017-2018
- Joueur interclubs de l'année aux CAF Awards 2023[29].

#### Union Saint-Gilloise
- Élu joueur de Proximus League de la saison 2018-2019
- Équipe type du Proximus League de la saison 2018-2019